# Сергеева (Кудымкарский район)
Сергеева — деревня в Кудымкарском районе Пермского края. Входила в состав Белоевского сельского поселения. Располагается на правом берегу реки Кузьвы западнее от города Кудымкара. Расстояние до районного центра составляет 23 км. По данным Всероссийской переписи населения 2010 года, в деревне проживало 12 человек (6 мужчин и 6 женщин).

## История
По данным на 1 июля 1963 года, в деревне проживало 165 человек. Населённый пункт входил в состав Кузьвинского сельсовета.